# Robert Paul (kunstschaatser)
Robert Paul (Toronto, 2 juni 1937 – Minneapolis (Minnesota), 19 december 2024) was een Canadees kunstschaatser. Paul vormde samen met Barbara Wagner een paar. Paul nam samen met Wagner deel aan de Olympische Winterspelen 1956 en behaalde er de zesde plaats. Het paar won tweemaal het Noord-Amerikaanse kampioenschap. Vanaf 1957 wonnen Paul en Wagner vier wereldtitels op rij en in 1960 olympisch goud.
Paul overleed op 19 december 2024 op 87-jarige leeftijd.

## Belangrijke resultaten
| Kampioenschap | 1955  | 1956 | 1957 | 1958 | 1959 | 1960 |
| ------------- | ----- | ---- | ---- | ---- | ---- | ---- |
| OS paren      |       | 6e   |      |      |      | Goud |
| WK paren      | 5e    | 5e   | Goud | Goud | Goud | Goud |
| N-A paren     | Brons |      | Goud |      | Goud |      |